# Католическая церковь в Ростове-на-Дону
Католическая церковь в Ростове-на-Дону — первая католическая церковь в Ростове-на-Дону.

## История
Римско-католический приход города ведёт свою историю со второй половины XIX века, когда в городе была построена первая католическая церковь. В 1879 году католическая община Ростова-на-Дону обратилась с просьбой к екатеринославскому губернатору (до 1887 года город согласно административно-территориальному делению относился к Екатеринославской губернии) за разрешением на постройку католической церкви, так близлежащая церковь находилась в Таганроге. В 1878 году общине было предоставлено место под строительство на старом кладбище города.
Однако общине предоставленное место не понравилось. Она просила поменять его, увеличив отведённую под храм площадь, но получила отказ, и начала строить костел на новом месте: на углу улицы Сенной (ныне Максима Горького) и Соборного переулка. Достоверно о сроке завершения строительства костела не сохранилось, современные исследователи окончание строительства датируют 1884 годом. Он был освящен в честь святого Станислава; рядом были построены дом священника и помещение для начального католического училища.
Первым священником католического костела города Ростова-на-Дону стал Адам Гутовский. В 1896 году педагогический состав приходского училища был таким —  священник Долонговский Леонард Францевич  (он же законоучитель, преподавал Закон Божий), учитель Жуковская Эмилия Афанасьевна (вела остальные предметы). После Леонарда Долонговского священниками костела были — Александр Иосиф Штанг и Иоанн Лянг (до Октябрьской революции). В 1900 году в соседнем доме училища было создано Римо-католическое благотворительное общество для пособия бедным католикам.
После революции, в советское время, священником костёла был  Станислав Иосифович Кардасевич. Несмотря вступивший в силу 8 апреля 1929 года закон о религиозных организациях в РСФСР, ростовская католическая церковь продолжала работать, даже в годы Великой Отечественной войны (с перерывами). Постановлением СНК СССР № 572 от 19 мая 1944 года был учрежден Совет по делам религиозных культов при Совете народных комиссаров СССР. Всем храмам (за исключением РПЦ) необходимо было получить регистрацию, чтобы свободно вести церковную деятельность. 9 декабря 1944 года католическая община Ростова-на-Дону получила официальную регистрацию, церковь была названа в честь Святой Тайной Вечери, также был составлен договор о бессрочной бесплатной аренде костела с Андреевским районным советом депутатов трудящихся.

Памятная доска католического училища

В 1947 году началась планомерная кампания по изъятию костела у католической общины, длившаяся по 1952 год. В августе 1952 года было подписано распоряжение о создании комиссии по описи имущества и передаче здания исполкому Андреевского райсовета для использования «под культурные цели», в октябре он был закрыт. Первоначально его здание было решено отдать под театр кукол, однако переоборудование его помещений предполагало значительные затраты. Затем было принято решение здание бывшего костёла разобрать, и в 1958—1959 годах на месте разрушенной католической церкви был выстроен шестиэтажный жилой дом, первый этаж которого занял выставочный зал Союза художников. На сохранившемся здании католического училища установлена памятная доска.
Только в 1992 году католический приход был возрождён, и 19 сентября 2004 года состоялось торжественное освящение нового храма Тайной Вечери на территории парка имени Чуковского.